# Nordecker Burgkapelle

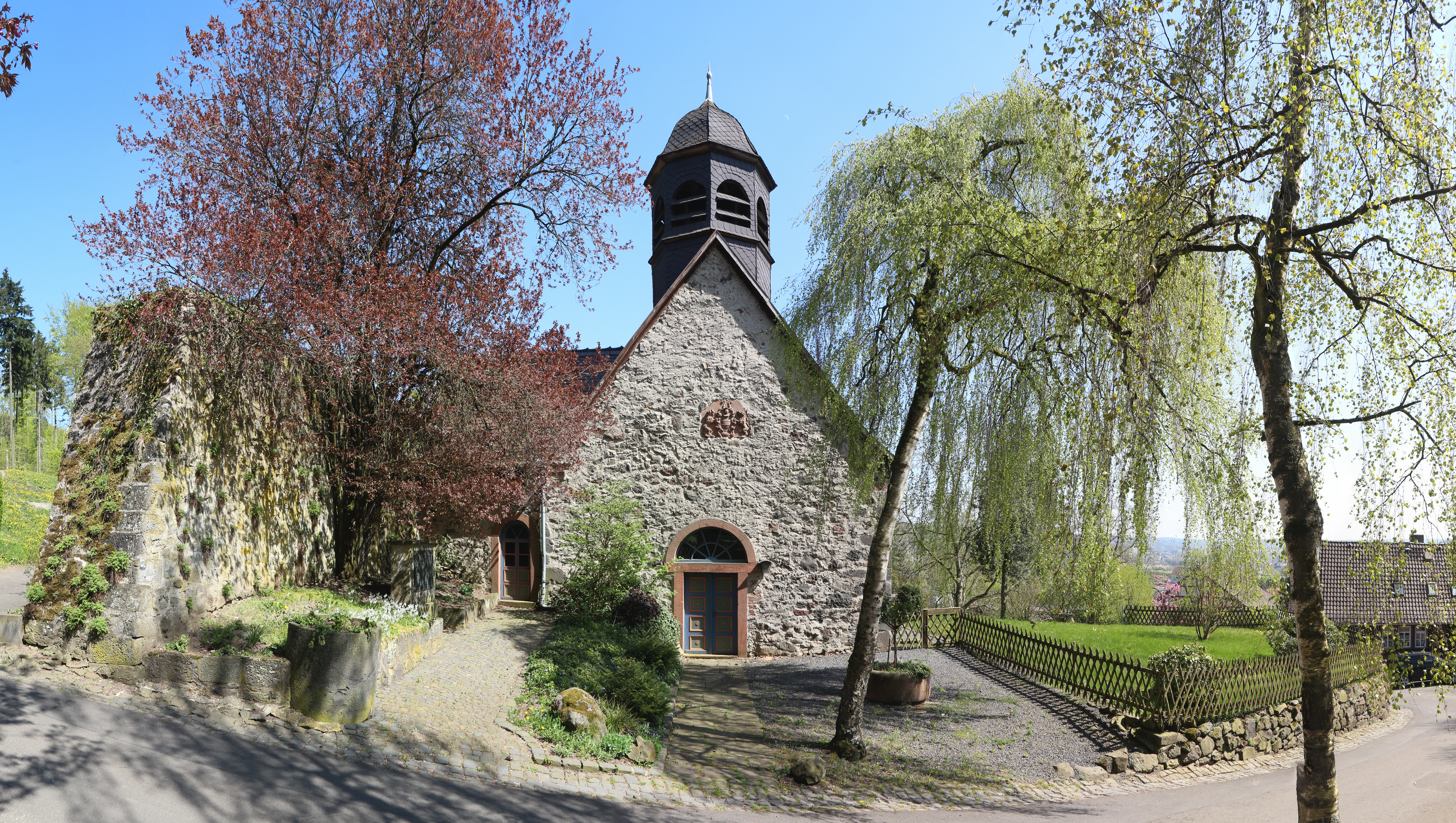
Burgkapelle von Westen. In der Bildmitte der vermutl. auf das Jahr 1100 zurückgehende Gebäudeteil. Zwischen dem alten Teil und der Mauer links, erkennt man eine Erweiterung von 1708 mit separaten Eingang.

Die Nordecker Burgkapelle ist die Burgkapelle von Burg Nordeck in Allendorf, einer Stadt im Landkreis Gießen (Hessen). Der im Kern romanische Saalbau wurde im 12. Jahrhundert innerhalb der Mauern der Vorburg errichtet. Das hessische Kulturdenkmal ist einer der ältesten Sakralbauten der Region, die noch genutzt werden.

## Geschichte
Die Burganlage wurde um 1100 wahrscheinlich von den Grafen zu Gleiberg angelegt und war anschließend Stammsitz der Nordeck zur Rabenau. Die vermutlich bald nach der Erbauung der Burg errichtete Burgkapelle war dem heiligen Wendelin geweiht. Möglicherweise stifteten die Landgrafen Hermann I. von Hessen und Heinrich II. im oder vor dem Jahr 1350 Wendelin einen Altar.
Ein erster Pleban ist für das Jahr 1260 nachgewiesen. Nordeck war 1322 nach Ebsdorf eingepfarrt und gehörte zusammen mit Allendorf ab 1577 zur Pfarrei Winnen.

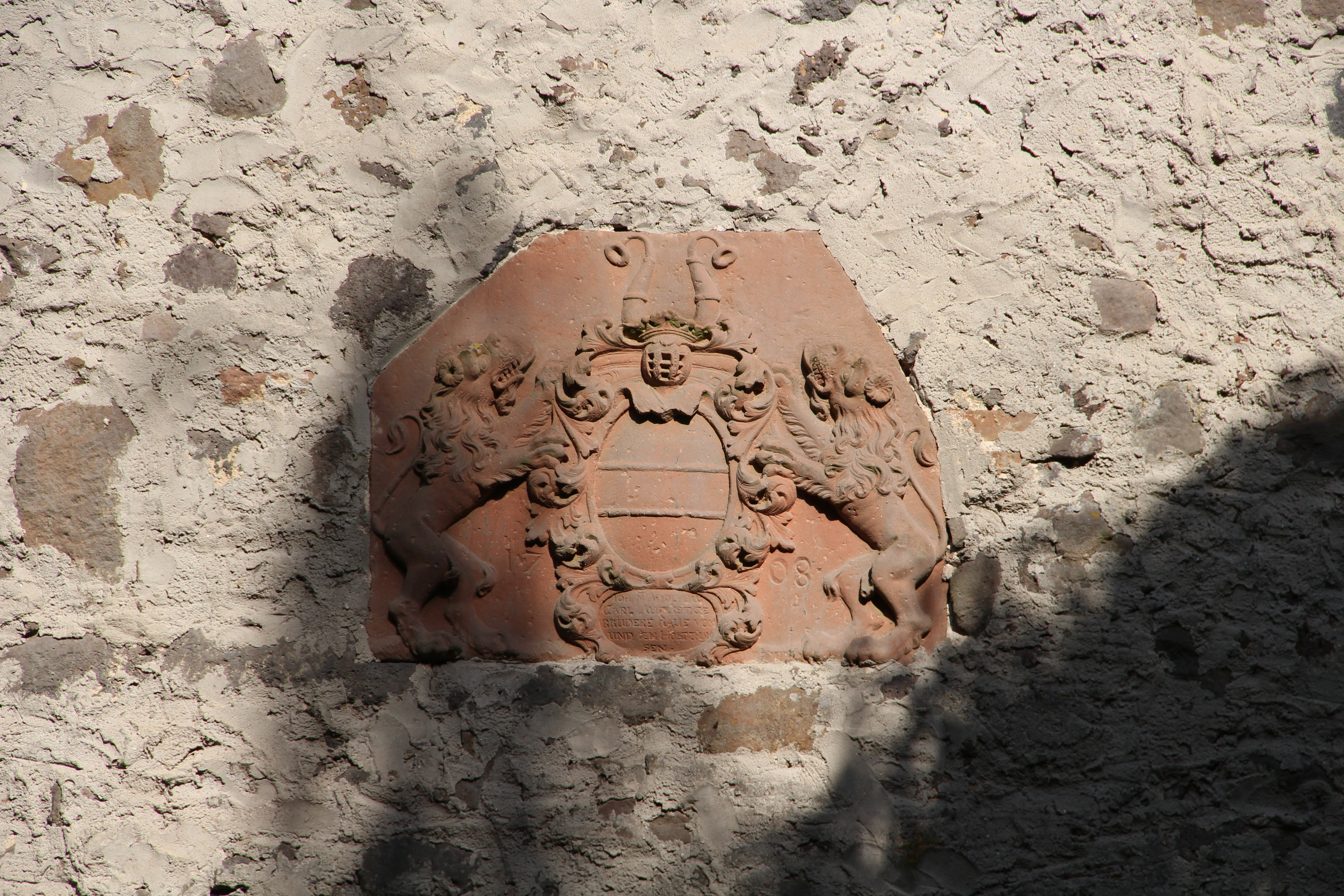
Wappen von 1708 über dem Eingangsportal

Im Jahr 1708 erfolgte ein eingreifender Umbau des Gotteshauses. Die Kapelle wurde zur Mauer hin erweitert und erhielt eine neue Decke und ein neues Dach mit oktogonalem Turmaufbau und welscher Haube. Das Westportal und die Fenster wurden verändert und mit Sandsteingewänden versehen und im Inneren eine Empore eingebaut. Eine Wappentafel über dem Eingang ist mit dem Jahr 1708 bezeichnet und weist auf die Umbaumaßnahmen der Rau von Holzhausen. Vermutlich wollten die Patronatsherren die Burgkapelle für regelmäßige Sonntagsgottesdienste umbauen. Zuvor fanden hier nur Gottesdienste für die Bewohner der Burg statt. Aufgrund einer Beschwerde der Familie ordnete das Kirchenkonsistorium in Marburg an, dass zwischen 1733 und 1780 abwechselnd Gottesdienste in Winnen und Nordeck gehalten wurden.
In den ersten Jahrzehnten des 19. Jahrhunderts verfiel die Kapelle zusehends, bis eine Renovierung im Jahr 1842 sie wiederherstellte. Weitere Restaurierungen folgten 1888 und 1933/1934. Auf die Maßnahmen im Jahr 1888 weist eine Gedenktafel, die in der Burgmauer nahe der Kapelle eingelassen ist: „RESTAURIERT 1888 A NORDECK ZU RABENAU“. Freiwillige Helfer ermöglichten 1933/34 die Renovierung und Instandhaltung des Gebäudes. Der Schriftkünstler Rudolf Koch, der sich 1934 auf der Burg aufhielt, hatte Anteil an der Renovierung und entwarf die Altargeräte und versah den Chor mit zwei Wandsprüchen.
Nachdem die Kapelle über 150 Jahre nicht zum Gottesdienst genutzt wurde, dient sie seit 1952 für Kasualien (Taufen und Trauungen) und besondere Gottesdienste. Gelegentlich werden an besonderen Feiertagen Gottesdienste in Nordeck gefeiert.
Zusammen mit Nordeck und Wermertshausen bildete Winnen bis Ende 2011 eine Pfarrei im äußersten Südwesten der Evangelischen Kirche von Kurhessen-Waldeck. Nach 435 Jahren wurde Wermertshausen am 1. Januar 2012 aus dem Kirchspiel Winnen gelöst und mit der evangelischen Kirchengemeinde Dreihausen/Heskem verbunden.
Von 2012 bis 2016 ließen die Eigentümer, Christoph Graf von Schwerin und Anna Dorothea Gräfin von Schwerin, eine Innensanierung durchführen, die die Beseitigung der Hausschwämme, die Sanierung der Fenster und einen Innenanstrich umfasste. Ein zweiter Bauabschnitt für die Außensanierung wird mit € 50.000 veranschlagt. Nach der Bildung eines Trägervereins ist eine zukünftige Nutzung für Gottesdienste und Taufen, für standesamtliche Trauungen und Konzerte geplant.

## Architektur

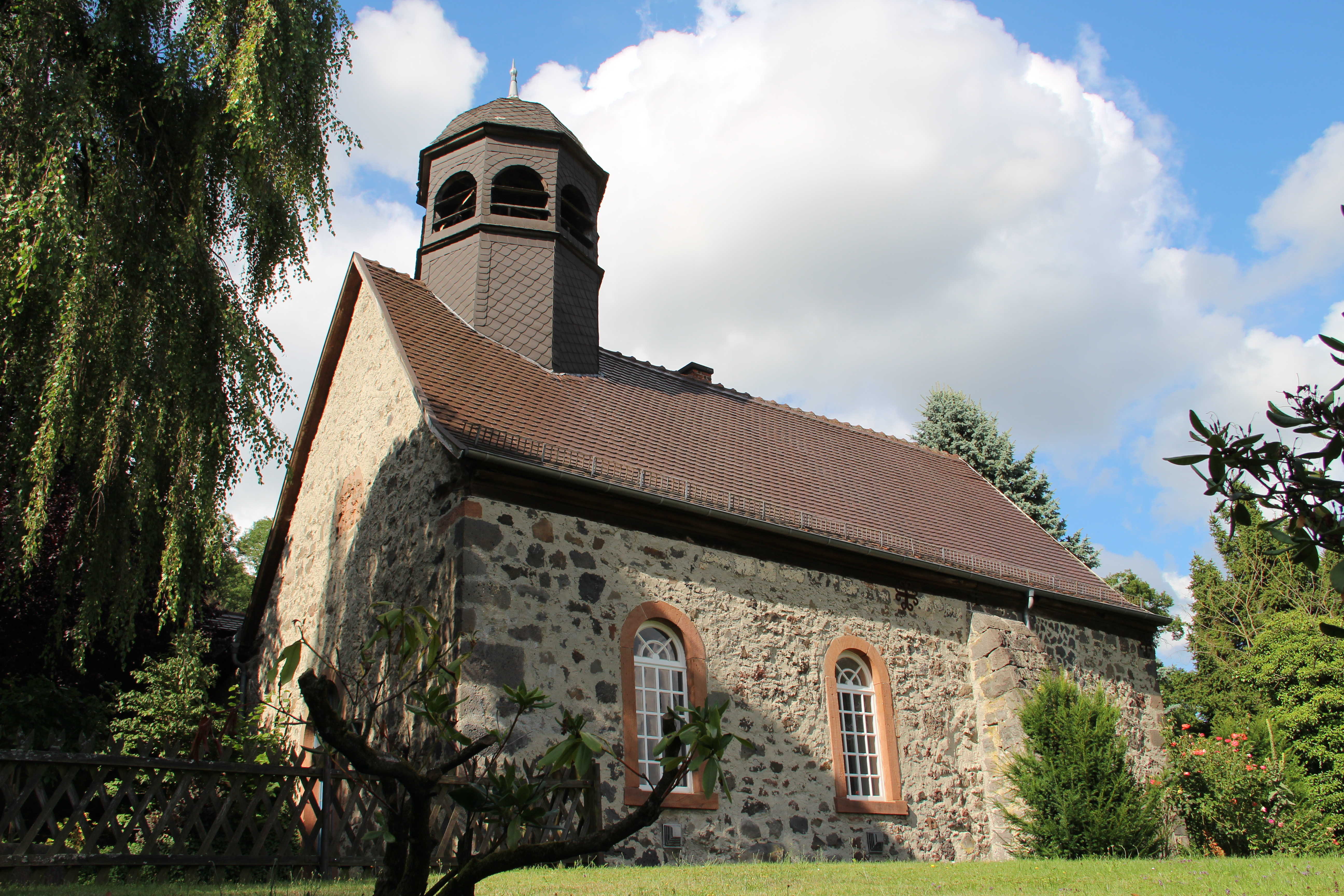
Südseite

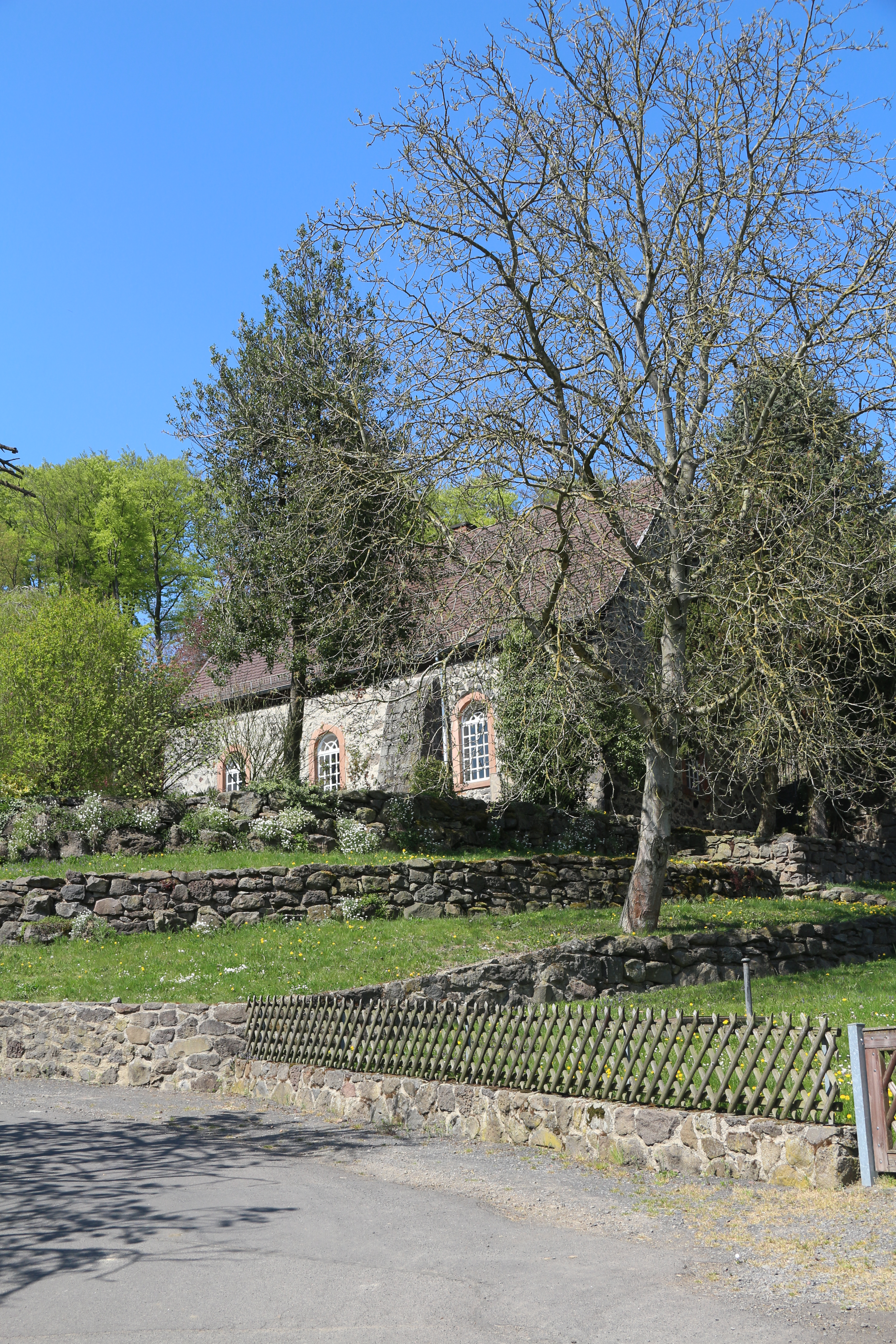
Südöstliche Ansicht. Deutlich zu erkennen die drei Fenster der Südseite und die äußere Verstrebung der Chorwand aus gotischer Zeit links neben dem östlichsten Fenster

Der geostete Saalbau auf rechteckigem Grundriss ist aus Basalt-Bruchsteinmauerwerk mit Eckquaderung aus Lungstein nordöstlich der Hauptburg als eigenständiger Baukörper und südlich der nördlichen Burgmauer errichtet. Die Mauer, dessen Wehrgang teilweise noch erhalten ist, umschloss ursprünglich einen Teil des Dorfes am südlichen Hang. Die Maße der Kapelle entsprechen dem römischen Fuß, was auf eine Entstehung vor oder um 1100 hinweist. Die Kapelle ist 28 Fuß breit und die Mauern 3½ Fuß stark.
Der rechteckige Grundriss des 12. Jahrhunderts ist aufgeteilt in ein Viereck für Chor und eins für den Gemeinderaum, der nur unwesentlich größer als der Chor ist. Die Größe des Altar- und Priesterraums weist auf die Bedeutung des östlichen Teils. Ein Satteldach, dem im Westen ein achtseitiger, verschieferter Dachreiter aufgesetzt ist, schließt die Kapelle ab. Über dem achtseitigen Schaft erhebt sich das Glockengeschoss mit acht rundbogigen Schalllöchern, das von einer welschen Haube bekrönt wird. Der Dachreiter beherbergt ein Zweiergeläut aus Bronze. Eine Glocke von 1955 wurde als Ersatz für eine 1942 beschlagnahmte Glocke gegossen. Die andere aus dem 14. Jahrhundert trägt die Inschrift MARIA im Kordelstreifen am Hals und zeigt ein Kruzifix zwischen Maria und Johannes.
In der Südmauer belichten drei rundbogige Fenster und in der Ostseite ein Rundbogenfenster den Innenraum. Die westliche Giebelseite ist fensterlos. An dieser Seite erschließt ein rechteckiges Portal mit einem geraden Sturz und einem lünettenförmigen Oberlicht in schlichter Umrahmung aus rotem Sandstein die Kapelle. Die südliche Chorwand wird durch einen Strebepfeiler abgestützt, der wahrscheinlich in gotischer Zeit stumpf angesetzt wurde.
Seit der Erweiterung von 1708 sind Kapelle und Burgmauer durch einen etwa drei Meter breiten, querschiffartigen Anbau nach Norden miteinander verbunden, der in der Burgmauer seine Außenwand gefunden hat. Die Kapelle hat hierdurch einen annähernd winkelförmigen Grundriss erhalten. Der Anbau mit Satteldach hat an der Westseite eine rundbogige Eingangstür und im Osten ein Rundbogenfenster sowie Fenster im nördlichen Giebeldreieck.
Im Inneren werden Chor und Gemeinderaum durch einen Chorbogen verbunden, der ursprünglich vielleicht rundbogig war und in gotischer Zeit nach oben spitzbogig erhöht wurde. Während der Gemeinderaum flachgedeckt ist, hat der Chor ein Kreuzgratgewölbe, das auf Eckvorlagen ruht.

## Ausstattung

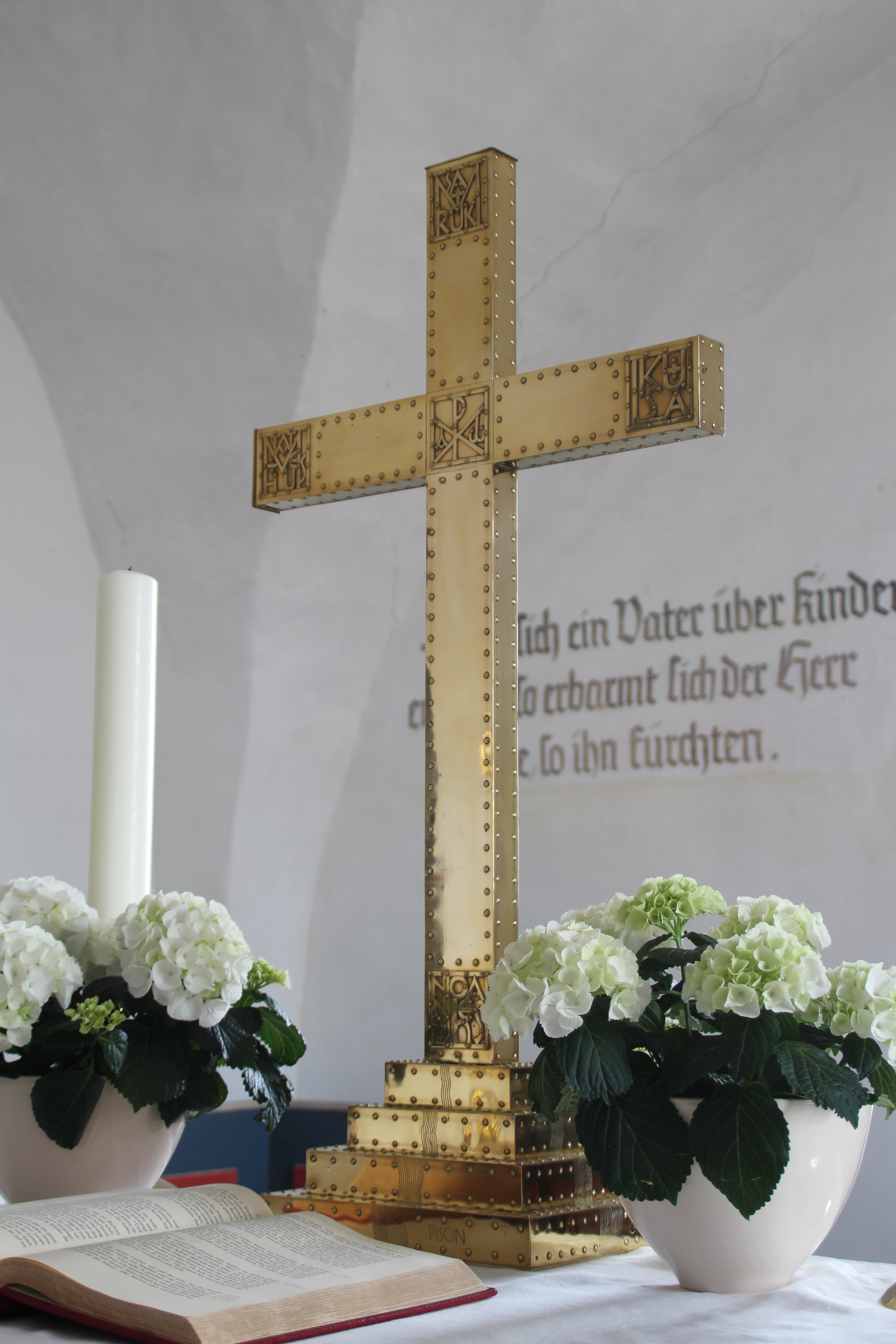
Altarkreuz nach Entwurf von Rudolf Koch (1934)

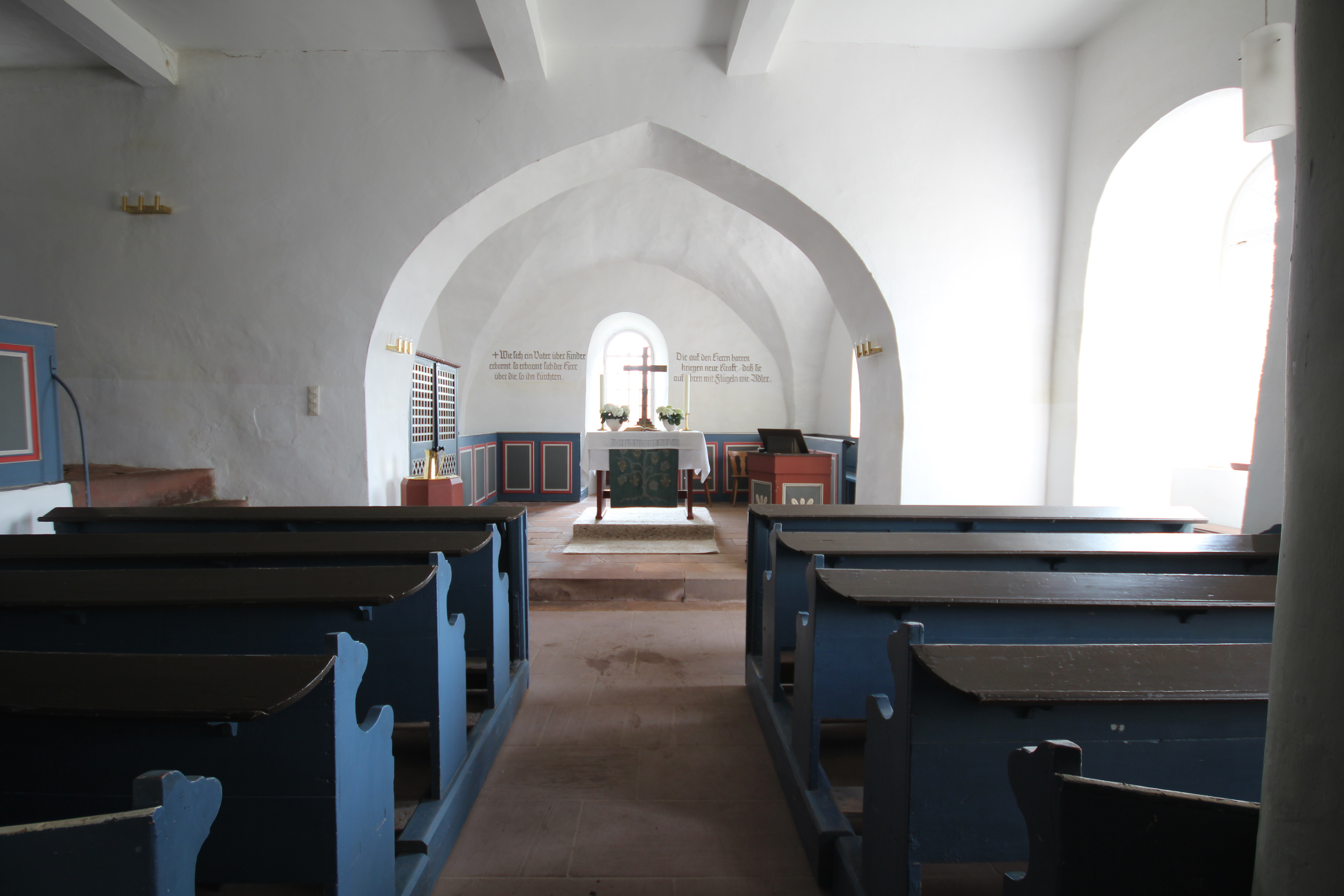
Blick in Richtung Chor

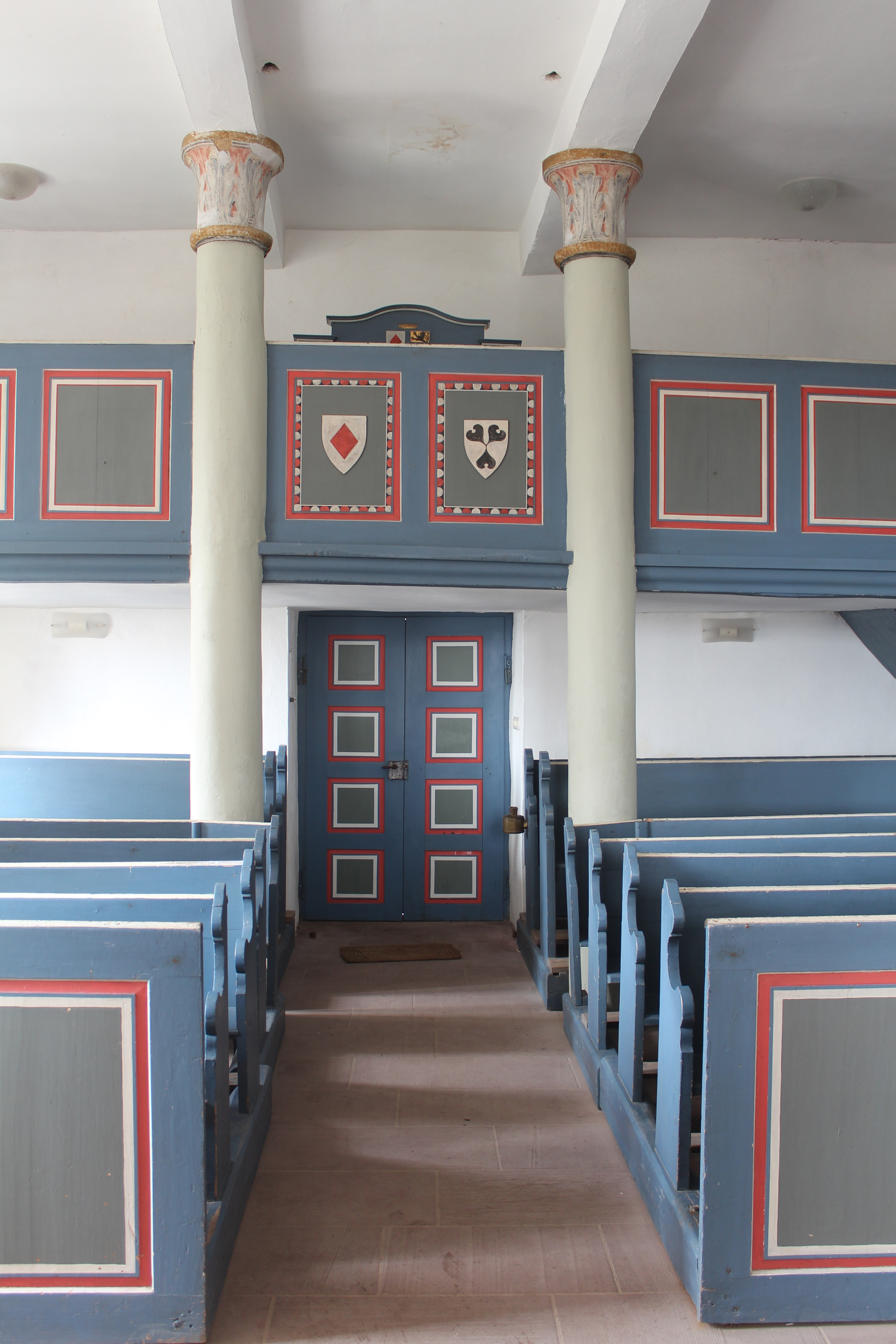
Blick auf die Westempore mit den Wappen von Schwerin und Eulenburg

Der flachgedeckte Gemeinderaum ist schlicht gestaltet. An einer Eckvorlage im Chor wurden Anfang der 1950er Jahre Reste eines gotischen Freskos freigelegt, die zur Konservierung wieder übertüncht wurden. Ein Schädel trägt zwischen den Hörnern eine kleinzackige Krone. Augen stechen aus tiefen Höhlen hervor und ein offener Mund zeigt zwei spitze Eberhauer. Der englischrote Teufelskopf hatte eine apotropäische Funktion und wies auf die heilsrelevante Dimension der Altarhandlungen.
Die 1708 eingebaute, hölzerne Westempore ruht auf drei Rundsäulen, die auch den Dachreiter stützen. Der Boden ist seit den 1930er Jahren mit Sandsteinplatten belegt, die das alte Kopfsteinpflaster ersetzen.
Das Taufbecken, das Altarkreuz, und andere Altargeräte wurden 1934 von Rudolf Koch entworfen, der die Schriftzüge an der Chorwand ohne Vorzeichnung in weniger als 20 Minuten in gotischen Buchstaben aufmalte. Links vom Ostfenster ist der Bibelvers aus Ps 103,13  zu lesen, rechts Jes 40,31a . Der hölzerne Altartisch und der Patronatsstuhl auf der Empore, der die Wappen von Schwerin und Eulenburg trägt, stammen ebenfalls aus diesem Renovierungsjahr. Die Emporenbrüstung trägt die Wappen derer von Nordeck und von Schwerin. Der vergitterte Pfarrstuhl an der nördlichen Chorwand dient auch als Sakristei. Über ihr ist ein Kruzifix aus dem 18. Jahrhundert angebracht.
Das Altarkreuz nach einem Entwurf von Koch wurde 1934 von der hiesigen Goldschmiede Schönwandt ausgeführt. Es besteht aus Holz, das mit goldglänzendem Messing ummantelt ist und so zum Triumphkreuz wird. Die Balken sind mit runden Nieten verziert. Die vier Balkenenden tragen die Namen der vier Evangelisten, in der Mitte ist das Christusmonogramm angebracht. Den Sockel bildet eine vierstufige Pyramide, auf der Wasserwellen und die Namen der Paradiesströme (Gen 2,10–14 ) eingraviert sind.